# Rakitovo
Rakitovo (cyr. Ракитово) – wieś w Serbii, w okręgu pomorawskim, w mieście Jagodina. W 2011 roku liczyła 2017 mieszkańców.